# Break On Through (To the Other Side)
«Break On Through (To the Other Side)» (с англ. — «Прорвись (На ту сторону)») — песня американской рок-группы The Doors, выпущенная на одноимённом дебютном альбоме. Стала первым синглом, выпущенным группой, и по сравнению с их последующими хитами была не столь удачна, достигнув лишь 126-го места в американских чартах. Несмотря на это, остаётся одной из наиболее популярных песен The Doors.
Эта песня появилась в дебютном альбоме, однако до 1990 года из фразы «she gets high» (с англ. — «она балдеет»), находящейся в середине песни, было удалено слово «high», так как было расценено как слово, подразумевающее употребление наркотиков; поэтому в оригинальной версии песни до 1990 года Джим Моррисон четыре раза повторяет фразу «she gets». Концертные версии и более поздние издания альбома содержат полный вариант песни.

## Музыкальная структура и композиция
Композиция имеет структуру 4/4 и довольно быструю смену темпа; гитарная мелодия напоминает «Stranger Blues» Элмора Джеймса. Начало задаётся джаз-ориентированным стуком ударных на манер игры Билли Хиггенса в композиции Декстера Гордона «Soy Califa»; также Джон Денсмор отметил повальное в то время увлечение босса-новой, идущее из Бразилии, и использовал это в записи. Изворотливое и беспорядочное органное соло похоже на вступление «What’d I Say» Рэя Чарльза. Клавишная басовая партия, типичная для босса-новы, беспрепятственно проходит через всю композицию.

## Использование песни
- В фильме Оливера Стоуна «Дорз» песня используется трижды.
- В фильме «Форрест Гамп» эта песня слышна, когда Форрест играет в пинг-понг на американской военной базе во Вьетнаме (также в фильме использованы песни «Hello, I Love You», «Soul Kitchen», «Love Her Madly» и «People Are Strange»).
- Также песня была использована в компьютерной игре Tony Hawk’s Underground 2.
- Фрагменты песни неоднократно звучат в течение фильма и полностью в титрах киноленты «Избави нас от лукавого».
- Фрагмент песни звучит в 1 серии 1 сезона сериала «Future Man» 14.11.2017
- Ремикс песни звучит в 7 серии 1 сезона сериала «Inhumans» 03.11.2017
- В театре «Без вывески» эта и некоторые другие песни данной группы звучат перед некоторыми спектаклями